# Гута (Ковельський район)
Гу́та — село в Україні, у Заболоттівській селищній громаді Ковельського району Волинської області. Населення становить 1732 осіб. Відстань до селища Ратне становить близько 32 км і проходить автошляхом Т 0308.
Поблизу села розташований пункт контролю Гута — Малорита на кордоні з Білоруссю.

## Історія
В XVIII столітті на території теперішнього с. Гути було підприємство по виготовленню скла — гута, звідси й походить назва села[джерело?].
До 22 вересня 2016 року — адміністративний центр Гутянської сільської ради Ратнівського району Волинської області.

## Населення
Згідно з переписом УРСР 1989 року чисельність наявного населення села становила 1569 осіб, з яких 757 чоловіків та 812 жінок.
За переписом населення України 2001 року в селі мешкало 1687 осіб.

### Мова
Розподіл населення за рідною мовою за даними перепису 2001 року:
| Мова       | Відсоток |
| ---------- | -------- |
| українська | 98,29 %  |
| білоруська | 1,30 %   |
| вірменська | 0,35 %   |
| російська  | 0,06 %   |

## Цікаві факти
- Через село Гута проходить головний вододіл Європи: з однієї сторони вода тече до Чорного моря, з іншого в Балтійське море.[джерело?]
- До озера Світязь від Гути 30 км.
- До кордону Білорусі — 2 км.